# Einsatzmedaille „Fluthilfe 2021“ des Landes Rheinland-Pfalz

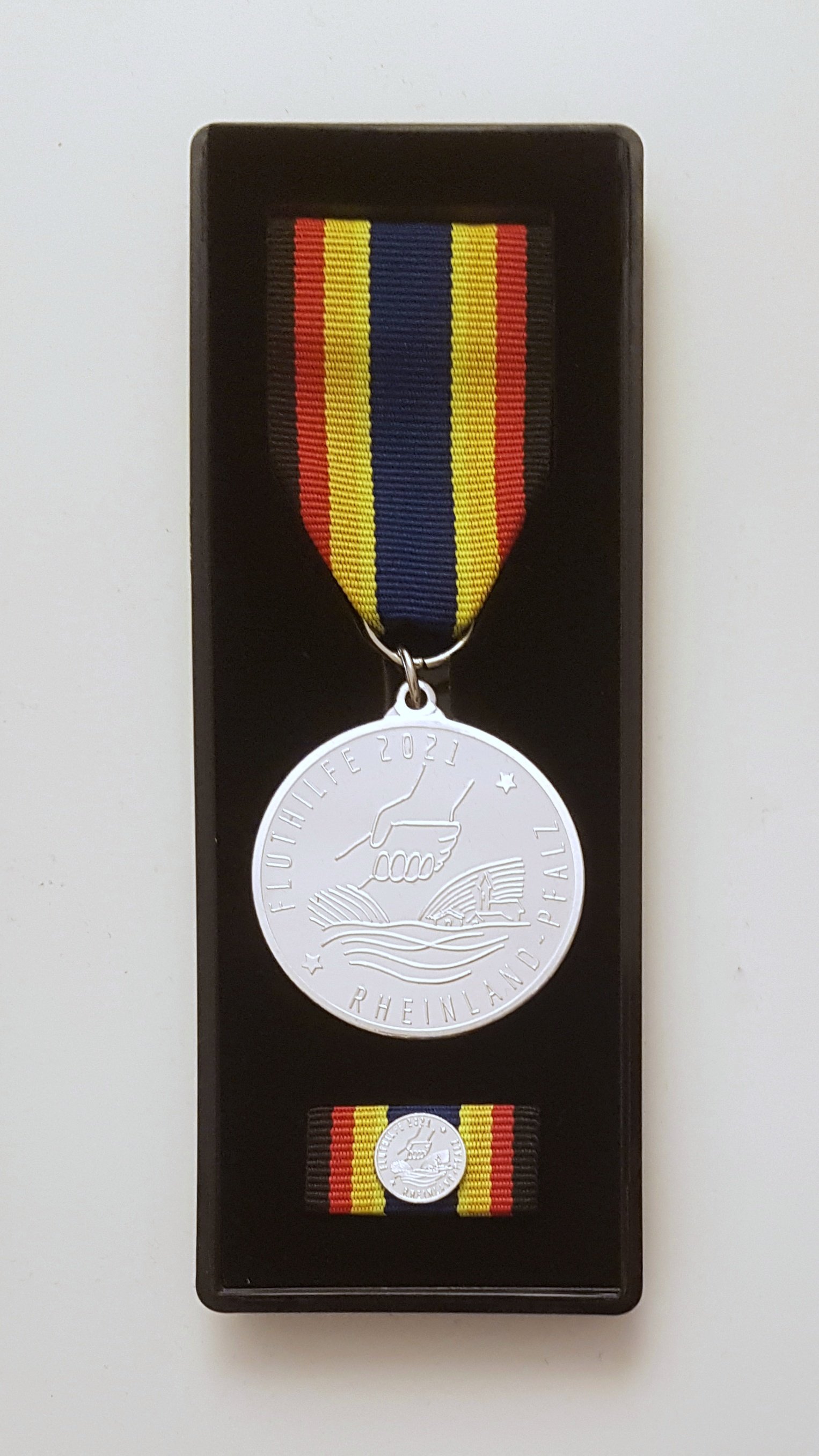
Einsatzmedaille in beiden Ausführungen (Medaille und Bandschnalle)

Die Fluthilfemedaille 2021 für außergewöhnliche Hilfeleistungen bei der Flutkatastrophe, die am 14. und 15. Juli 2021 das Land Rheinland-Pfalz in den Regionen des Ahrtals, in der Eifel und in Trier heimgesucht hat des Landes Rheinland-Pfalz wurde mit der Verwaltungsvorschrift der Ministerpräsidentin und des Ministeriums des Innern und für Sport vom 25. August 2022 geschaffen. Ihre erste Verleihung erfolgte am 12. September 2022 in der Staatskanzlei durch die Ministerpräsidentin Malu Dreyer und den Innenminister Roger Lewenz.
Die Medaille wird für außergewöhnliche Hilfeleistungen bei der Flutkatastrophe am 14. und 15. Juli 2021 in den Regionen des Ahrtals, der Eifel und in Trier an Angehörige der Behörden und Organisationen mit Sicherheitsaufgaben (BOS) der Länder, die mindestens einen Tag in den betroffenen Gebieten Hilfe geleistet haben, verliehen.
Die Aushändigung erfolgt in eigener Zuständigkeit der Landkreise und kreisfreien Städte; der Ministerpräsident und der Minister des Innern und für Sport behalten sich in Einzelfällen die Aushändigung vor.
Die Einsatzkräfte des Bundes (THW, Bundeswehr, Bundespolizei, BBK etc.) erhalten anstelle dieser Auszeichnung die Einsatzmedaille „Fluthilfe 2021“ des Bundes.